# Winzeln (Pirmasens)
Winzeln is een plaats in de Duitse gemeente Pirmasens, deelstaat Rijnland-Palts, en telde in december 2022 1.896 inwoners.
Winzeln ligt ten westen van Pirmasens-stad aan de Autobahn A 8 (afrit 36, 5 km ten noorden van het dorp).
Nabij Winzeln ligt een uitgestrekt bedrijventerrein met o.a. de hoofdgebouwen van de regionale supermarktketen Wasgau en de lijmfabriek Wakol. Verder staan er in de plaats enige hotels en restaurants; het toerisme naar het nabijgelegen Paltserwoud is niet onbelangrijk.

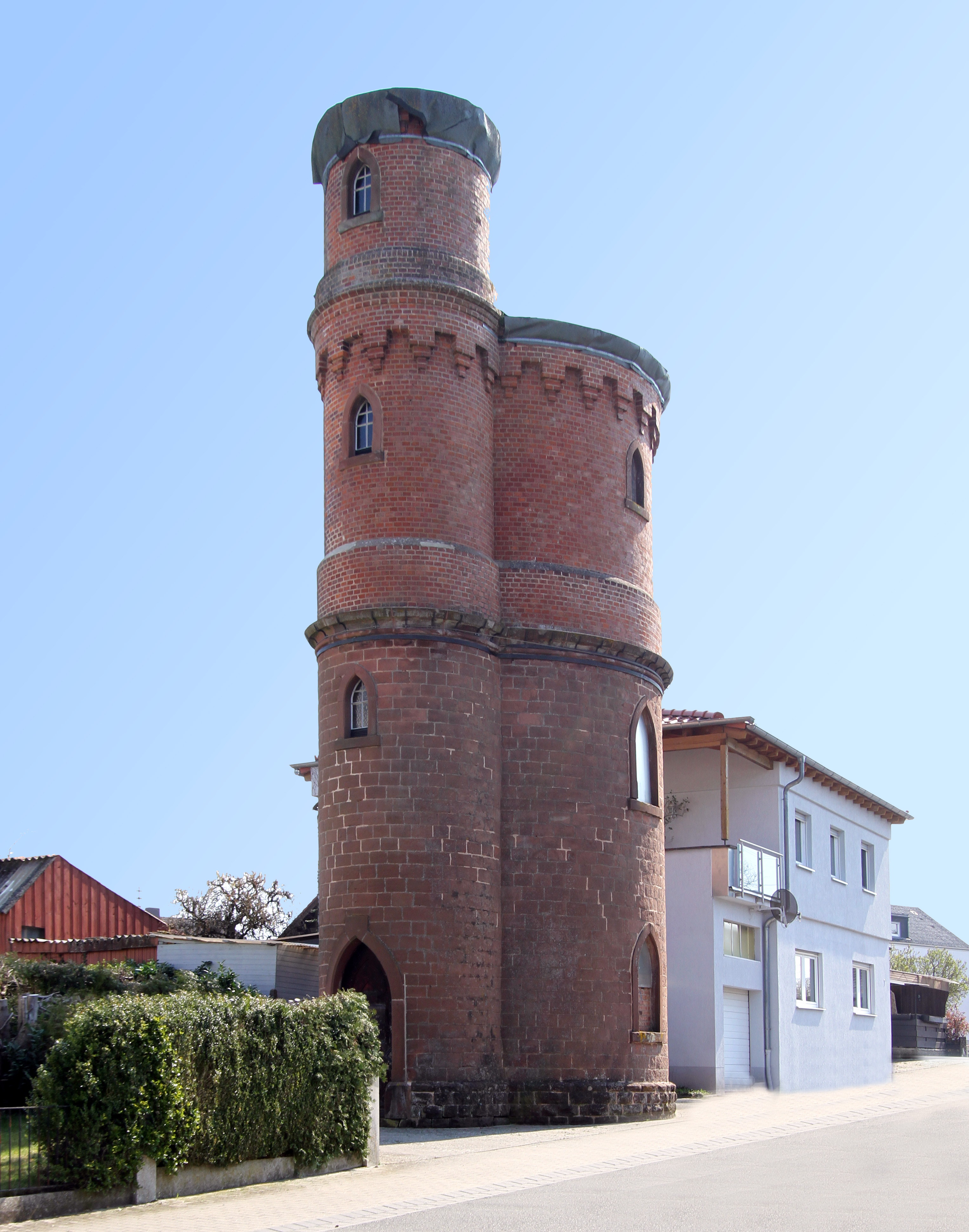
Voormalige watertoren
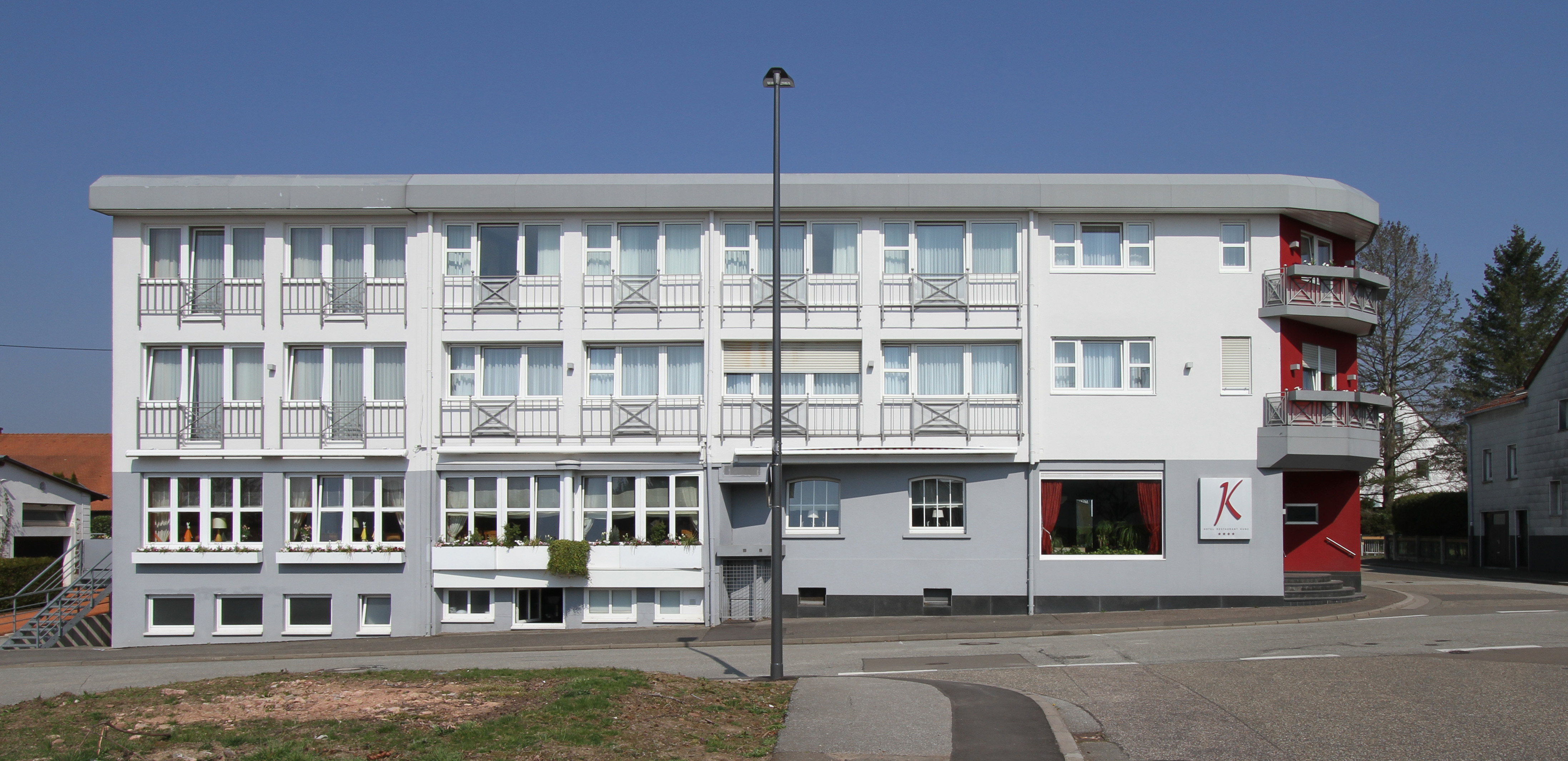
Hotel Kunz
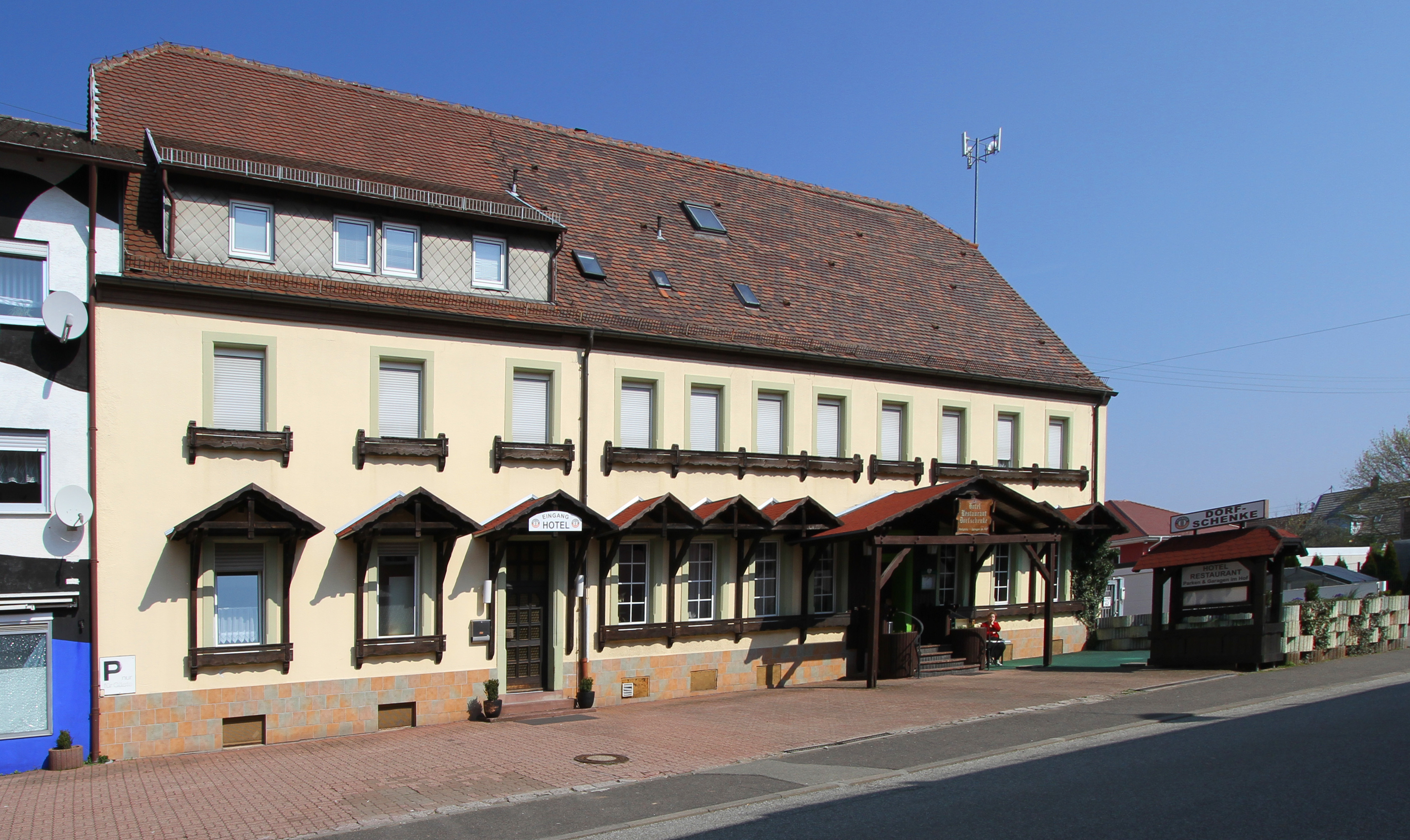
Hotel Dorfschenke

## Te Winzeln geboren
- Godfrey Weitzel, geboren als Gottfried Weitzel (Winzeln, 1 november 1835 – Philadelphia, 19 maart 1884), generaal van Beierse afkomst die aan de kant der Noordelijken vocht in de Amerikaanse Burgeroorlog.